# Neococcidencyrtus chrysomphali
Neococcidencyrtus chrysomphali är en stekelart som först beskrevs av Blanchard 1940.  Neococcidencyrtus chrysomphali ingår i släktet Neococcidencyrtus och familjen sköldlussteklar. Inga underarter finns listade i Catalogue of Life.